# Lienzo Seler Coixtlahuaca II
Lienzo Seler II (auch Coixtlahuaca II) ist eine indigene Bilderschrift aus dem 16. Jahrhundert aus dem nördlichen Teil der Mixteca Alta vom Oaxaca, Mexico. Es handelt sich um ein bemaltes großes Tuch aus gewebter Baumwolle und misst 383 × 442 cm. Der Lienzo ist einer der komplexesten bilderschriftlichen Manuskripte der frühen Kolonialzeit aus der Region Coixtlahuaca sowie eines der bedeutendsten indigenen kartographisch-historischen Quellen aus  Mesoamerika.

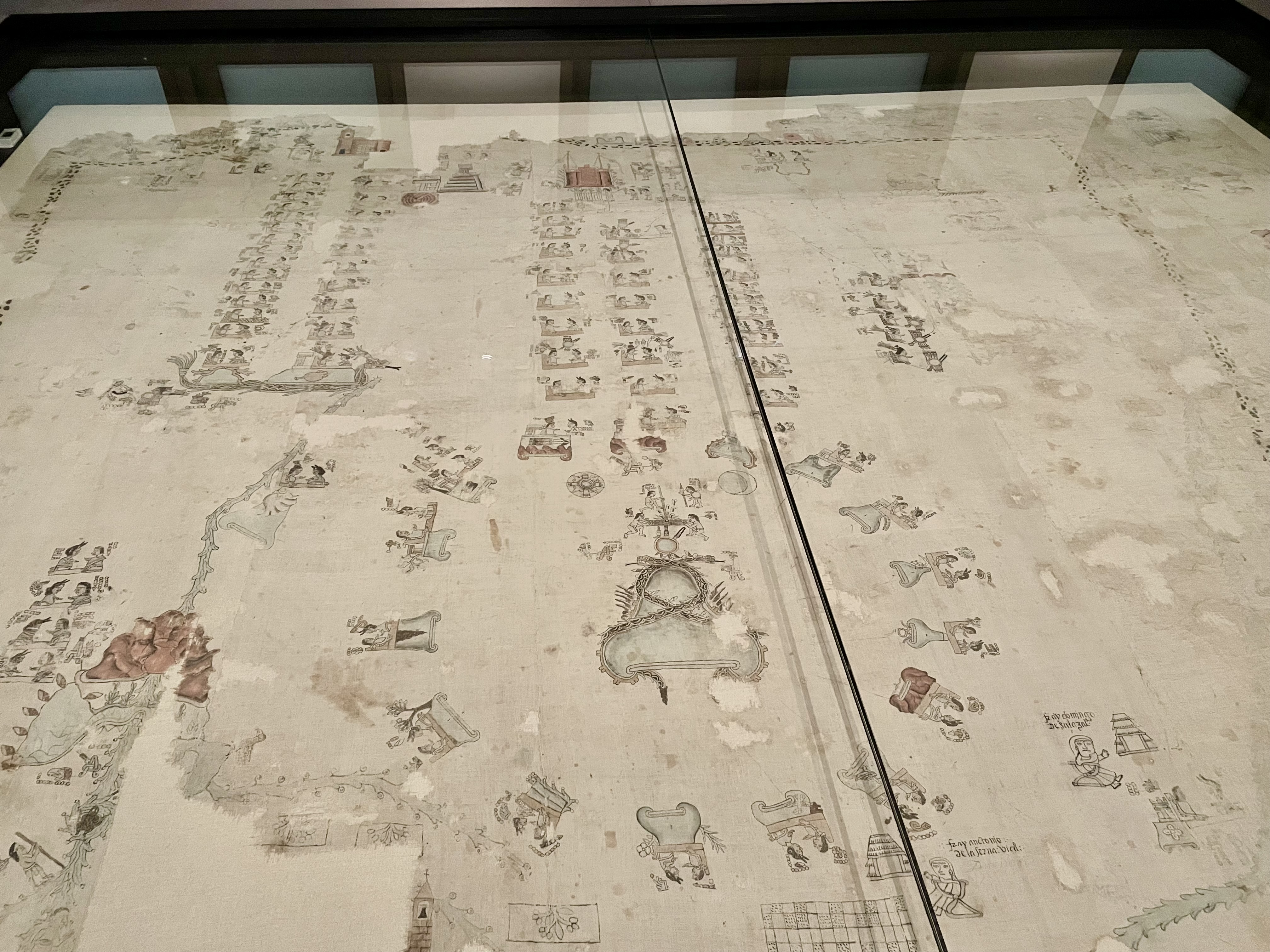
Der Lienzo Seler II / Coixtlahuaca II ist in einer Sondervitrine im Humboldt Forum ausgestellt. Photo: © eigene Arbeit, CC BY-SA 4.0

Der Lienzo ist ein „Übergangsdokument“ denn er weist überwiegend Illustrationen im vorspanischen Stil auf, jedoch ergänzt durch Beschriften in den indigenen Sprachen Mixtekisch, Chocho und Nahuatl in Lateinschrift. Das Dokument verbindet mixtekische und chocho bilderschriftliche Traditionen mit frühkolonialzeitlichen Elementen und hält genealogische, territoriale und zeremonielle Narrative fest.
Das Dokument deckt ein breites Spektrum ab. Die ältesten Eintragungen beziehen sich auf mythische und vorspanische Ereignisse, die vermutlich bis auf das 12. Jahrhundert zurückgehen. Weitere Szenen spiegeln Konflikte innerhalb der Gemeinden, dynastische Allianzen sowie Ritualzeremonien. Die ältesten identifizierbaren Daten beziehen sich auf Ereignisse um 1556. Stilistische und materielle Belege – einschließlich der Pigmentzusammensetzung, der Zeichentechnik sowie der Darstellung europäischer Kirchen und Priester – bestätigen jedoch, dass später weitere Aktualisierungen und Anmerkungen vorgenommen wurden.
Eduard Seler brachte den Lienzo 1897 nach Berlin. In ihrer Publikation Auf alten Wegen in Mexiko und Guatemala (1900) erwähnt Caecilie Seler-Sachs seine Erwerbung nur vage: „Durch einen günstigen Zufall konnten wir eine solche bemalte Leinwand von 4 m im Quadrat erwerben, die aus dem Dorfe Coaixtlahuaca stammt.“ Heute befindet sich der Lienzo im Besitz des Ethnologischen Museums. Seit 2022 ist er im Humboldt Forum Berlin ausgestellt.

## Beschreibung
Der Lienzo ist mit einheimischen Pigmenten und farbigen Umrissen auf ein einziges Stück nahtloses Baumwolltuch gemalt. Es enthält Darstellungen von Ortschaften, und andere Toponyme, dynastische Stammbäume und Gründungszeremonien, begleitet von Ortsglyphen, Fußabdrücken und Szenen von ritueller und politischer Bedeutung. Spätere Ergänzungen – darunter Abbildung von Spaniern und christlichen Kirchen – lassen darauf schließen, dass das Dokument nach der spanischen Eroberung aktualisiert und weiterverwendet wurde.
Die Struktur folgt thematischen Bezügen, nicht einer linearen Chronologie. In die geografische Struktur sind soziale Hierarchien sowie zeremonielle und historische Ereignisse  eingebunden. Die räumliche Anordnung der Darstellungen folgt indigenen Prinzipien historischer Darstellung. Der Lienzo fungiert somit sowohl als Territorialkarte als auch als ein Narrativ zur Legitimierung von Landbesitz und Rechten der Eliten.

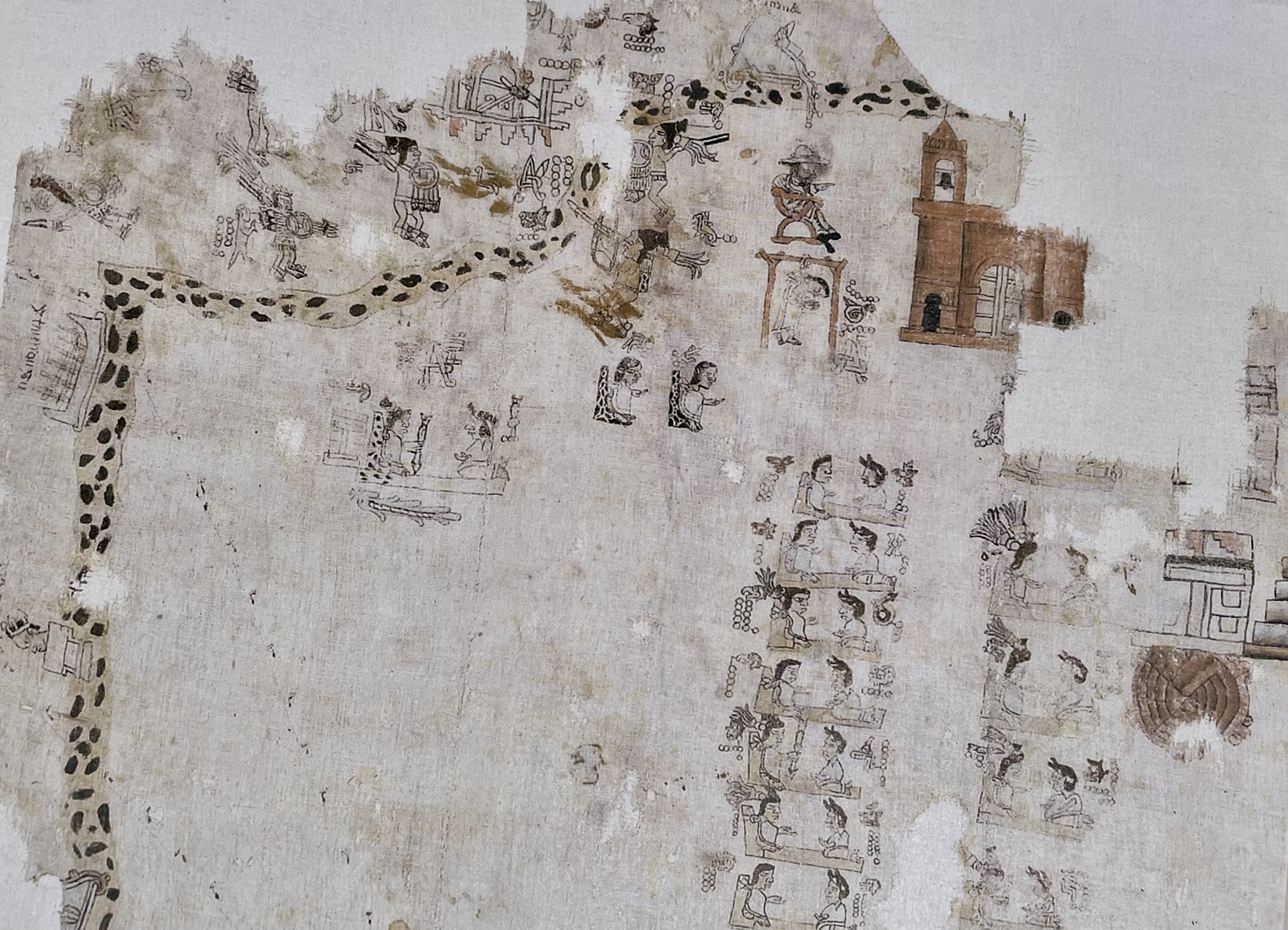
Detail des Lienzo Seler II / Coixtlahuaca II, obere linke Ecke. Zu sehen sind Kämpfe aztekischer Krieger und ein spanischer Richter sowie eine gehenkte indigene Person am Galgen, möglicherweise ein Mixteke. Photo: © eigene Arbeit, CC BY-SA 4.0

Der Lienzo Seler II diente vermutlich unterschiedlichen Zwecken: die Tradierung der Ursprungsmythen, Bestätigung lokaler Herrschaft und Beweismittel für Landansprüche während der frühen Kolonialzeit. 
Es wird als Teil einer umfassenden Tradition der visuellen Aufzeichnung unter den indigenen Gemeinden in der Mixteca Alta betrachtet.

## Die  Coixtlahuacagruppe
Der Lienzo Seler II ist der vollständigste einer größeren Gruppe von Bilderschriften aus Coixtlahuaca und Umgebung. In Teilen gibt es inhaltliche Übereinstimmungen mit dem Lienzo de Coixtlahuaca I, Lienzo de Tlapiltepec sowie den mixtekischen Codices. Lienzo Seler II ist darunter sowohl hinsichtlich seiner Gesamtkomposition, seiner Ausmasse sowie der kontinuierlichen inhaltlichen Fortschreibung ein herausragendes Dokument.
Unter der sog. „Coixtlahuacagruppe“ werden bilderschriftliche Dokumente zusammengefasst, die teils aus Baumwolle bestehen, dasselbe bilderschriftliche System nutzen und inhaltliche narrative Bezüge aufweisen. Zu der Gruppe zählen:

### Lienzos
- Lienzo de Coixtlahuaca I or Ixtlán
- Lienzo Seler II or Lienzo II de Coixtlahuaca
- Lienzo Meixueiro or Coixtlahuaca III or Lienzo A or Lienzo de Petlaltzinco
- Lienzos de Tequixtepec I y II
- Lienzo de Tlapiltepec or Lienzo Antonio (de León de Papalutla y Miltepec) or Códice Rickards or Lienzo de Chicomostoc
- Lienzo de Ihuitlán
- Lienzo de Nativitas
- Lienzo de Tulancingo
- Lienzo de Otla
- Lienzo de Aztatla

### Andere Dokumente
- Seldenrolle auf Amatepapier
- Fragment Gómez de Orozco auf Hirschleder
- Codex Baranda bzw. Codex Alvarado auf Hirschleder

## Forschung
Walter Lehmann publizierte 1905 die kurze Information von Eduard Seler, der den Lienzo persönlich 1897 nach Berlin gebracht hatte. Erst 70 Jahre später, 1976, präsentierte Viola König die erste intensive Studie auf dem XLII. Amerikanisten-Kongress in Paris. Ihre Analyse erschien 1984 im Baessler-Archiv und enthält eine vollständige Entzifferung des Lienzo. Kurz zuvor hatte Ross Parmenter den Lienzo Seler II in seiner Publikation über vier Lienzos aus dem Tal von Coixtlahuaca erwähnt. In den folgenden Jahren erschienen mehrere Studien zur Coixtlahuaca-Gruppe. Der umfangreiche interdisziplinäre Sammelband, der 2017 von Viola König herausgegeben wurde, ist das Ergebnis eines mehrjährigen Forschungsprojekts im Rahmen des Exzellenzcluster Topoi (TOPOI) an der Freien Universität Berlin (2013–2017). „On The Mount of Intertwined Serpents“ spiegelt den aktuellen internationalen Forschungsstand von 10 Autoren wie Elizabeth Boone, John Pohl und anderen wider. Im letzten Kapitel rekonstruiert König aus den Einträgen von Lienzo Seler einen 52-seitigen vorspanischen Codex, der der Grundstruktur des vorspanischen mixtekischen Codex Vindobonensis Mexicanus I folgt.
Internationale Forscher haben seit Jahrzehnten mit den Gemeinden in der Coixtlahuacaregion kooperiert. Im Jahre 2013 begannen das Ethnologische Museum und die Freie Universität Berlin eine solche Kollaboration um den Lienzo Seler II / Coixtlahuaca II noch besser zu verstehen und vorhandenes Wissen zu teilen. Darüber hinaus fanden archäologische Surveys und Ausgrabungen im Coixtlahuacatal statt.

## Provenienz  und legaler Status
Den Museumsakten zufolge kaufte Eduard Seler den Lienzo 1897 während eines Forschungsaufenthaltes in Mexiko für das Königliche Museum für Völkerkunde in Berlin. Gleichwohl konnten die genauen Erwerbungsumstände des Vorbesitzers Manuel Martínez Gracida – ein bekannter Sammler indigener Dokumente während des Porfiriats – nicht geklärt werden. Weitere Studien sind notwendig, um zu erfahren ob der Lienzo seinen Heimatort und Mexiko auf legale Weise verlassen hat.
Das Verschwinden des Dokuments aus der Gemeinde hat dort Zweifel aufkommen lassen. Sein Besitz bleibt umstritten, bis nachgewiesen werden kann, dass der Lienzo den Ort Coixtlahuaca mit Genehmigung der Gemeindeautoritäten verlassen hat.  Die Stiftung Preußischer Kulturbesitz Berlin weist zurzeit jedoch eine Restitution zurück, da es bislang kein offizielles Rückgabeersuchen seitens der mexikanischen Regierung gegeben hat. Stattdessen ließ das Museum für das Museum von Coixtlahuaca einen Fotodruck auf Textil anfertigen. Doch der Präsident (Mayor) von San Juan Bautista Coixtlahuaca, Horacio Miguel Cruz, sagte vor der Presse, dass er die Erwartung habe, dass der Lienzo eines Tages an seinen Ursprungsort zurückkehrt.
Der Lienzo Seler II wird zurzeit im zweiten Obergeschoss im Humboldt Forum ausgestellt. Um ihn nicht ständig schädlichem Lichteinfluss auszusetzen, wird das Original in einer Spezialvitrine in stündlichen Intervallen gezeigt, indem eine Kopie aufgerollt wird.